# Алхасов, Велимурад Кехлербекович
Велимурад Кехлербекович Алхасов (род. 3 декабря 1990, Махачкала) — российский самбист, чемпион (2016 год) и бронзовый призёр (2013—2014 годы) чемпионатов России по боевому самбо, чемпион мира, мастер спорта России. Профессиональный боец MMA. По состоянию на апрель 2021 года в смешанных единоборствах одержал 8 побед (из них две нокаутом и одну удушающим приёмом) и одно поражение раздельным решением. Победитель Гран-при АСВ в наилегчайшем весе (до 57 кг).

## Спортивные достижения
- Чемпионат России по боевому самбо 2013 года — ;
- Чемпионат России по боевому самбо 2014 года — ;
- Чемпионат России по боевому самбо 2016 года — ;

## Статистика боёв
| Результат    | Рекорд  | Соперник          | Способ                                           | Турнир                                       | Дата                  | Раунд | Время | Место             | Примечание |
| ------------ | ------- | ----------------- | ------------------------------------------------ | -------------------------------------------- | --------------------- | ----- | ----- | ----------------- | ---------- |
| Победа       | 8-1 (1) | Зак Маковски      | Раздельное решение                               | Brave CF 50Brave Combat Federation 50        | 1 апреля 2021 года    | 3     | 5:00  | Бахрейн           |            |
| Победа       | 7-1 (1) | Флавио де Кейроз  | Единогласное решение                             | Brave CF 42 Brave Combat Federation 42       | 24 сентября 2020 года | 3     | 5:00  | Бахрейн           |            |
| Поражение    | 6-1 (1) | Зак Маковски      | Раздельное решение                               | WFC 24 / Brave CF 34 Brave Combat Federation | 19 января 2020 года   | 3     | 5:00  | Любляна, Словения |            |
| Победа       | 6-0 (1) | Марсель Адур      | Единогласное решение                             | Brave CF 18 Mineiro vs. Selwady              | 16 ноября 2018 года   | 5     | 5:00  | Манама, Бахрейн   |            |
| Победа       | 5-0 (1) | Шон Сэнтелла      | Единогласное решение                             | Brave 14 Morocco                             | 18 августа 2018 года  | 3     | 5:00  | Танжер, Марокко   |            |
| Не состоялся | 4-0 (1) | Расул Албасханов  | Без результата (результат изменен организатором) | ACB 43 Battle of the Sura                    | 20 августа 2016 года  | 4     | 2:50  | Пенза, Россия     |            |
| Победа       | 4-0     | Руслан Абильтаров | Нокаут (удар)                                    | ACB 26 — Grand Prix Final 2015               | 28 ноября 2015 года   | 2     | 1:05  | Грозный, Россия   |            |
| Победа       | 3-0     | Микаэль Силандер  | Большинством судейских голосов                   | ACB 20 — Sochi                               | 14 июня 2015 года     | 3     | 5:00  | Сочи, Россия      |            |
| Победа       | 2-0     | Алексей Пастирев  | Сабмишном (удушение сзади)                       | ACB 16 — Grand Prix Berkut 2015 Stage 3      | 17 апреля 2015 года   | 2     | 3:20  | Москва, Россия    |            |
| Победа       | 1-0     | Эльнар Ибрагимов  | Техническим нокаутом (удары)                     | ACB 11 — Vol. 1                              | 14 ноября 2014 года   | 3     | 3:11  | Грозный, Россия   |            |